# Perífrasis verbal
Se llama perífrasis verbal  a un tipo de perífrasis compuesta de al menos dos formas verbales: una forma finita llamada auxiliar y otra forma o "verbo principal", frecuentemente no finita, llamada verboide. Además es frecuente que entre las dos exista algún tipo de nexo o adposición. Las perífrasis son, por tanto, construcciones sintácticas de dos o más verbos que semánticamente expresan matices de aspecto o modalidad de la acción verbal que no acoge la conjugación regular y que generalmente no pueden expresar formas sintéticas más simples.
En el español hay unas ciento cuarenta perífrasis; las estadísticamente más usadas son ir a + infinitivo, estar + gerundio, poder + infinitivo, deber + inf., deber de + inf., tener que + inf. y haber de +inf.

## Introducción y modos de uso
Una perífrasis verbal es una secuencia sintáctica formada por un auxiliar y algunas formas verbales adicionales que le dan el significado léxico. En esta secuencia el "auxiliar" funciona como núcleo sintáctico del sintagma de tiempo. El "verbo principal" es una forma no personal, también llamada verboide, ya sea infinitivo, gerundio o participio, actúa como núcleo sintáctico de un sintagma verbal. Al ser el "verboide" el núcleo del sintagma verbal es quien rige los complementos de la expresión y determina en mayor medida el significado de la perífrasis verbal.
La mayor parte de las perífrasis unen ambos verbos con un nexo; si este existe, suele ser una preposición o conjunción, como en he de volver o tengo que marchar, aunque también existen perífrasis verbales sin ese nexo, como estar + gerundio, deber + infinitivo o poder + infinitivo. 
En castellano existen unas cuarenta perífrasis verbales del tipo (verbo auxiliar) + (preposición o conjunción) + (infinitivo, gerundio o participio).

## Clases de perífrasis verbales
El sistema perifrástico de cada lengua permite aportar matices de aspecto o de modo verbales que la conjugación ordinaria no es capaz de precisar o matizar. El aspecto es el tiempo interior de la acción o la fase de su desarrollo interno que se subraya o destaca; el modo, la forma en que se ve implicado el sujeto en la acción o la intención psicológica dominante de este ante ella.
La conjugación regular del castellano, por ejemplo, acoge los aspectos perfecto o perfectivo (acción acabada) e imperfecto o imperfectivo (acción inacabada), y los modos indicativo (modo de lo real u objetivo), subjuntivo (modo de lo irreal o subjetivo) e imperativo (modo del mandato o el ruego); sin embargo, no acoge los matices aspectuales de la inminencia, el comienzo, el desarrollo, la interrupción, la reanudación, la consecución, la terminación, el resultado, la repetición, la habitualidad, la retrospección y la prospección; las perífrasis verbales aspectuales aportan esos matices de aspecto. También existen perífrasis verbales de modo o modales que matizan psicológicamente la acción otorgándole apariencia de posibilidad, probabilidad, capacidad y obligación objetiva o subjetiva.

## Perífrasis verbales en español
La perífrasis está constituida por un verbo conjugado y uno no conjugado. 
- La forma conjugada transmite información morfológica: persona, número, modo, tiempo, aspecto. Es el verbo auxiliar.
- La forma no conjugada, no finita o verboidal da el significado del evento y organiza los complementos, los adjuntos y el sujeto.

### Estructura simplificada
Son construcciones verbales que están compuestas por dos verbos, uno está conjugado y el otro en forma no personal (infinitivo, gerundio o participio). Tras unirse en un solo verbo modifican el aspecto y añaden matices al verbo en forma no personal de la perífrasis. El verbo conjugado suele carecer de información semántica al sufrir un proceso de gramaticalización.
Las posibles estructuras de los distintos tipos de perífrasis son:
Verbo conjugado + (nexo "que, de, por, ...": tan solo en caso de que le siga un infinitivo) + verbo en infinitivo/en participio/en gerundio
Algunos ejemplos:
- Perífrasis de infinitivo:

tener que estudiar
deber estudiar
soler leer
- Perífrasis de participio:

llevar leído
- Perífrasis de gerundio:

permanecer corriendo

### Verbos auxiliares
Aportan modificaciones de índole gramatical: tiempo, modo o aspecto. Carece de estructura argumental. No pueden ser modificados por adjuntos (* Ayer Juan debía salir hoy de viaje). No puede ser negado independientemente del verbo principal (* no vas a no cantar)
- El único verbo plenamente auxiliar es soler.
- Los verbos con usos auxiliares pueden perder su significado original o mantenerlo. Hay una diferencia gradual en la conservación del significado original. Esto depende de la gramaticalización del verbo, cuanto más gramaticalización, menos significado original mantendrá.

- Hay que salir (obligación). Este matiz está dado por toda la construcción. El significado de ‘hay’ en [hay que salir] difiere del de [hay pan] (existencial)
- Terminó por entrar. Hay un resabio de la idea de finitud del verbo terminar como en terminó por trabajar.
- Empezó a jugar. El verbo auxiliar presenta un significado muy próximo al de empezar en construcciones no perisfrásticas.

Propia de Hispanoamérica es la perífrasis «tener + gerundio», equivalente a la castellana «llevar + gerundio»: «Tengo viviendo allí diez años», «tengo varios años trabajando en esta empresa», y al habla coloquial de México, Centroamérica, Río de la Plata y área andina pertenecen expresiones como «me vive repitiendo que...», «mi mamá me vive diciendo que tenga cuidado en la calle».

### Formas verbales atemporales
Imponen la estructura argumental
Participio, infinitivo o gerundio. 
Puede haber una preposición en el medio.
- Participio

a. invariable – de tiempo compuesto: siempre flexiona con /-o/ en la perífrasis con haber + participio: ella ha salido, él ha pintado , "él ha corrido"
b. pasiva - variable en género y número en la perífrasis con ser + participio: ella es pintada por..., es comprendido por
c. frase verbal con participio: te tengo dicho que te calles
- Infinitivo

/-ar/, /-er/, /-ir/: suele salir, puede llover, va a cantar
- Gerundio

él está comprendiendo, está lloviendo, lleva mirándola dos horas

### Estrategias de identificación
1. Conmutación léxica. Reemplazo del lexema verboide por otro del mismo subtipo. 
Sofía ha salido → Sofía ha dejado el lugar.
El manifestante fue detenido → El manifestante fue encerrado
Alicia suele salir → Alicia suele pasear
Él está comprendiendo → Él está entendiendo
2. Las perífrasis no admiten conmutación estructural. La conmutación estructural es el reemplazo de una palabra por una construcción con otra conexión. Mediante este cambio el significado se vuelve inaceptable o cambia totalmente. Hay dos tipos de conmutaciones estructurales:
  1. construcción con que
  2. cambio de verboide por otra clase de palabra (el auxiliar deja de serlo)

Ella ha salido → 1. * Ella ha que sale 	 2. * Ella ha salidora
Suele pasear →	1. * Suele que pasea 2. * Suele paseo
El manifestante fue detenido → 1. * El manifestante fue que detenido 2. [El manifestante fue simpático]  cambia significado
Él está comprendiendo → 	1. * Él está que comprendiendo 2. Él está comprensivo – [Él está así]  cambia significado ‘estar’
3. Las perífrasis con verboide transitivo admiten derivación en pasiva. Se confirman los distintos grados de gramaticalización de los auxiliares: hay ciertas formas que presentan cierta inaceptabilidad por su escaso uso, por ejemplo la pasivización del gerundio. 
Alicia ha pintado la pared → La pared ha sido pintada por Alicia
Alicia suele comprender la lección → La lección suele ser comprendida por Alicia
Él está comprendiendo la lección → La lección está siendo comprendida por él
4. No admiten la coordinación entre el auxiliar y el verboide
  - Alicia ha pintado la pared => * Alicia ha y pinta
  - Alicia suele comprender la lección => * Suele y comprender
  - Él está comprendiendo la lección => * Está y comprendiendo
5. No puede haber intercalaciones entre el auxiliar y el verboide. Aunque en el lenguaje hablado suceda este fenómeno. Cuanto más alta la gramaticalización, menor el grado de intercalación. Esto nos informa respecto del grado de densidad semántica entre el auxiliar y el verboide.
  - Alicia ha pintado la pared => * Alicia ha evidentemente pintado la pared
  - Alicia suele comprender la lección => Alicia suele naturalmente comprender la lección
  - Él está comprendiendo la lección => * Él está claramente comprendiendo la lección
6. No es posible la pronominalización enclítica en segunda posición
  - Le ha dicho => * Ha díchole

### Lista de perífrasis verbales del castellano (criterio semántico)
Las lenguas románicas se hallan lejos de expresar los múltiples matices aspectuales y modales del sistema verbal árabe, pero no le van en zaga mediante el recurso a las perífrasis verbales para lograr una precisión semejante o igual.
Entre las perífrasis aspectuales (cómo es vista la acción por el hablante; resaltan una fase del desarrollo de la acción verbal), se tienen:
- las aspectuales ingresivas indican una acción que está a punto de empezar (estoy a punto de/voy a estudiar)
- las aspectuales incoativas indican una acción que empieza en el momento que se dice (empiezo a estudiar);
- las aspectuales durativas indican una acción que se está desarrollando (estoy estudiando);
- las aspectuales egresivas indican una acción acabada (paro/ceso/dejo de estudiar);
- las aspectuales reanudativas retoman la acción interrumpida (sigo estudiando)
- las aspectuales terminativas señalan el punto justo de conclusión de una acción (acabo/concluyo/termino de estudiar)
- las aspectuales resultativas consideran la acción como resultado: (tengo estudiado)
- las aspectuales habituales o consuetudinarias repiten la acción varias veces (suelo estudiar)
- las aspectuales reiterativas repiten la acción una vez (vuelvo a estudiar)
- las aspectuales durativas retrospectivas retoman una acción desde el pasado y la hacen continuar en el presente: (llevo/vengo estudiando)
- las aspectuales durativas prospectivas arrancan la acción desde el presente y la prolongan hacia el futuro: (yo voy leyendo y tú vas copiando)

Entre las perífrasis modales (actitud del hablante ante la acción) del castellano destacan:
- las perífrasis modales de obligación (tengo que estudiar, debe estudiar, hay que estudiar, he de estudiar). La obligación puede ser absoluta o relativa a su vez.
- las perífrasis modales de posibilidad (puedo estudiar)
- las perífrasis modales de probabilidad (debe de estudiar)